# Sukamelang (Kroya)
Sukamelang is een bestuurslaag in het regentschap Indramayu van de provincie West-Java, Indonesië. Sukamelang telt 5255 inwoners (volkstelling 2010).